# 赫光
赫光（1892年—1931年8月10日），原名万锡绂。甘肃省海原县人。中国工农红军将领。

## 生平
早年毕业于洛阳讲武堂。曾在直系军队中任连长、营长。1925年，加入中国共产党。1926年，到高桂滋的国民革命军第四十七军，从事兵运工作。1931年7月，率部举行平定起义，任中国工农红军第二十四军军长。8月10日，在阜平作战中阵亡（一说8月11日）。